# Ludwik Norblin
Ludwik Norblin, właśc. Wincenty Ludwik Norblin (ur. 16 grudnia 1836 w Warszawie, zm. 11 grudnia 1914 w Johannisbadzie (dziś Jańskie Łaźnie koło Hradca Kralove)) – platernik, współzałożyciel Towarzystwa Akcyjnego Fabryk Metalowych pod firmą „Norblin, Bracia Buch i T. Werner” w Warszawie.

## Rodzina
Ludwik Norblin był synem Wincentego Konstantego (1805–1872), właściciela zakładu produkującego brązy i platery i Henrietty Leopoldyny Augusty z domu Vorbrodt I voto Cerisy (1805–1882), wnukiem Aleksandra Jana (1777–1828), a prawnukiem znanego malarza Jana Piotra Norblina de la Gourdaine (1745–1830). Spośród ośmiorga rodzeństwa, pięcioro zmarło w niemowlęctwie lub dzieciństwie, młodszą siostrą była Albertyna Wilhelmina (1843-1912), zamężna za Teodorem Wernerem (1836–1902). Jego przyrodnia siostra Henryka Joanna Cerisy była żoną Ludwika Szwede, znanego warszawskiego przemysłowca.
Brak jest informacji o wykształceniu Norblina, praktykę zawodową odbywał zapewne w fabryce swego ojca – Wincentego Konstantego Norblina.

## Działalność zawodowa
W roku 1865, wraz z siostrą – Albertyną i jej mężem Teodorem Wernerem, nabył od swego ojca – Wincentego Norblina, fabrykę wyrobów metalowych w Warszawie przy ul. Chłodnej. Wartość wytwórni oszacowano na prawie 110 tys. rubli, jednak cenę sprzedażną ustalono na 100 tys. rubli.
Ludwik Norblin zakupił 1/2 część fabryki, jego siostra Albertyna z Norblinów Werner i jej mąż Teodor Werner – po 1/4 części. Sprzedający rozłożył spłatę należności na wieloletnie, dogodne raty, wynoszące 5 tys. rubli rocznie.
Po dokonaniu transakcji, w 1865 r. Ludwik Norblin zawarł spółkę ze swym szwagrem – złotnikiem Teodorem Wernerem –, który był właścicielem fabryki wyrobów srebrnych w Warszawie. Wspólnicy prowadzili jednak oddzielną produkcję: zakład Norblina – specjalizował się w wyrobach platerowanych, a w zakładzie Wernera wytwarzano srebra. Pod koniec lat siedemdziesiątych XIX w., po przeniesieniu wytwórni sreber Wernera do fabryki Norblina na ul. Chłodną, połączone zakłady posiadały dwie maszyny parowe o mocy 19 KM, zatrudniały 112 robotników. Wartość rocznej produkcji wynosiła 73 tys. rubli. Zakres samodzielności poszczególnych działów spółki Norblina i Wernera w następnych latach nie jest znany.
W 1882 r. Ludwik Norblin wykupił wytwórnię platerów Braci Buch w Warszawie, przy ul. Żelaznej 17 (późniejszy nr 51), wraz z prawem używania znaku firmowego i wyłącznością na produkcję platerów. Firma „Bracia Buch” była kontynuatorką istniejącej w Warszawie od 1830 fabryki wyrobów z nowego srebra Gustawa Hennigera. W 1886 r. Norblin przeniósł swe zakłady z ulicy Chłodnej na tereny przy ul. Żelaznej. Przedsiębiorstwo norblinowskie stosowało od tego czasu nazwę „Fabryka wyrobów platerowanych połączonych firm Norblin i Spółka – Bracia Buch”. Cześć wyrobów platerowanych i cynowych, również po przeniesieniu zakładu na ul. Żelazną, wprowadzana była na rynek pod firmą „Bracia Buch”. Lata osiemdziesiąte XIX w. to okres rozszerzania zakresu działalności fabryki poprzez założenie walcowni blach, druciarni, rurowni i odlewni.

## Towarzystwo Akcyjne Fabryk Metalowych „Norblin, Bracia Buch i T. Werner” w Warszawie
W 1893 r. Ludwik Norblin był jednym ze współzałożycieli nowej spółki pod nazwą: Towarzystwo Akcyjne Fabryk Metalowych „Norblin, Bracia Buch i T. Werner” w Warszawie, z siedzibą przy ul. Żelaznej 51 (statut spółki zatwierdzono 12 kwietnia 1893, otwarcie operacji nastąpiło 1 lipca 1893).
Kapitał zakładowy spółki wynosił 1,5 mln rubli i podzielony był na 1500 akcji po 1000 rubli każda. Jedna trzecia część akcji (tj. 500 szt. o wartości pół miliona rubli) należała do Ludwika Norblina; dotychczasowy wspólnik – Teodor Werner posiadał także 500 akcji, natomiast stryjeczny brat Norblina – Adam – 84 akcje, a pozostałe należały do spokrewnionych i skoligaconych z rodzinami Norblinów i Wernerów: Karola Temlera, Aleksandra Temlera (po 166 szt.) i Kazimierza Szwede (84 szt.). Dyrektorem naczelnym nowego przedsiębiorstwa został Stanisław Ignacy Norblin (1859-1920). Po sześciu latach odnotowano częściowe rozproszenie akcji: w 1899 r. Ludwik Norblin posiadał 413 akcji, pozostałą część odstąpił członkom rodziny.
W oparciu o kapitał Norblina i Wernera w dalszym ciągu następował rozwój zakładów, zwiększała się mechanizacja produkcji, moc zainstalowanych silników parowych w 1893 r. wynosiła 80 KM, by w ciągu dziesięciolecia wzrosnąć do 300 KM; zatrudniano 400 robotników, a wartość produkcji szacowano na 1,2 mln rubli (1893). W latach 90. XIX w. spółka wybudowała walcownię metali kolorowych, w której produkowano blachę mosiężną i srebrną, drut mosiężny, miedziany i srebrny, rury miedziane i mosiężne ciągnione bez szwu. Przedsiębiorstwo zaliczane było do grupy sześciu największych w branży metalowej na terenie Królestwa Polskiego (obok firm „Lilpop, Rau i Loewenstein”, „K. Rudzki i S-ka”, „Warszawska Fabryka Machin”, „Scholtze, Repphan i S-ka”, „Towarzystwo B. Handke”), realizowała zamówienia rosyjskich ministerstw marynarki i komunikacji, dostarczała wyroby także na rynek krajowy. Zakłady norblinowskie od 1895 zmonopolizowały wytwarzanie rur miedzianych w Królestwie Polskim, włączyły się do kartelu dwu rosyjskich walcowni i uczestniczyły w każdej partii zamówień.
Sieć sklepów firmowych działała w Królestwie Polskim oraz w kilkunastu największych miastach cesarstwa rosyjskiego (Petersburg, Moskwa, Odessa, Charków, Kijów, Ryga, Tyflis, Saratów, Jelizawetgrad, Wilno, Mińsk), natomiast przedstawicielstwo handlowe funkcjonowało w Teheranie. Produkty użytkowe srebrne i platerowane (galanteria i sztućce), prezentowano i nagradzano na targach i wystawach w Paryżu, wielokrotnie w Petersburgu, Kijowie, Odessie, Niżnym Nowgorodzie. W 1896 r. norblinowskie wyroby platerowane wyróżniono najwyższym odznaczeniem rosyjskim – prawem wybijania herbu cesarskiego – dwugłowego orla (przywilej nie obejmował sreber wykonywanych pod firmą Wernera).
Początek XX w. – do wybuchu I wojny światowej – to okres dalszego rozwoju zakładów. Wprowadzano ulepszenia organizacyjno-techniczne oparte na wzorach zachodnich, zainstalowano m.in. walcarkę skośną do rur, ciągarki do cienkiego drutu, prasę hydrauliczną, piece Morgana do topienia miedzi. Około 1908 w zakładach norblinowskich opracowano nowy stop cynowy o nazwie verit, wykorzystywany także przez niemiecką wytwórnię Württembergische Metallwarenfabrik. Moc zainstalowanych silników wzrosła z 300 KM w 1904, do 800 KM w 1908, by w chwili wybuchu I wojny św. osiągnąć moc 950 KM. Wartość produkcji w 1908 osiągnęła 1,5 mln rubli, a w 1914 – 2,1 mln rubli. Zatrudnienie w 1914 wynosiło 600 robotników.
Spółka Akcyjna Fabryk Metalowych pod firmą „Norblin, Bracia Buch i T. Werner” rozwijała się dynamicznie, z przerwą w okresie I wojny światowej; w II Rzeczypospolitej była jednym z największych polskich przedsiębiorstw metalowych. Fabryką kierował wówczas inż. Stefan Przanowski.

## Działalność społeczna i charytatywna

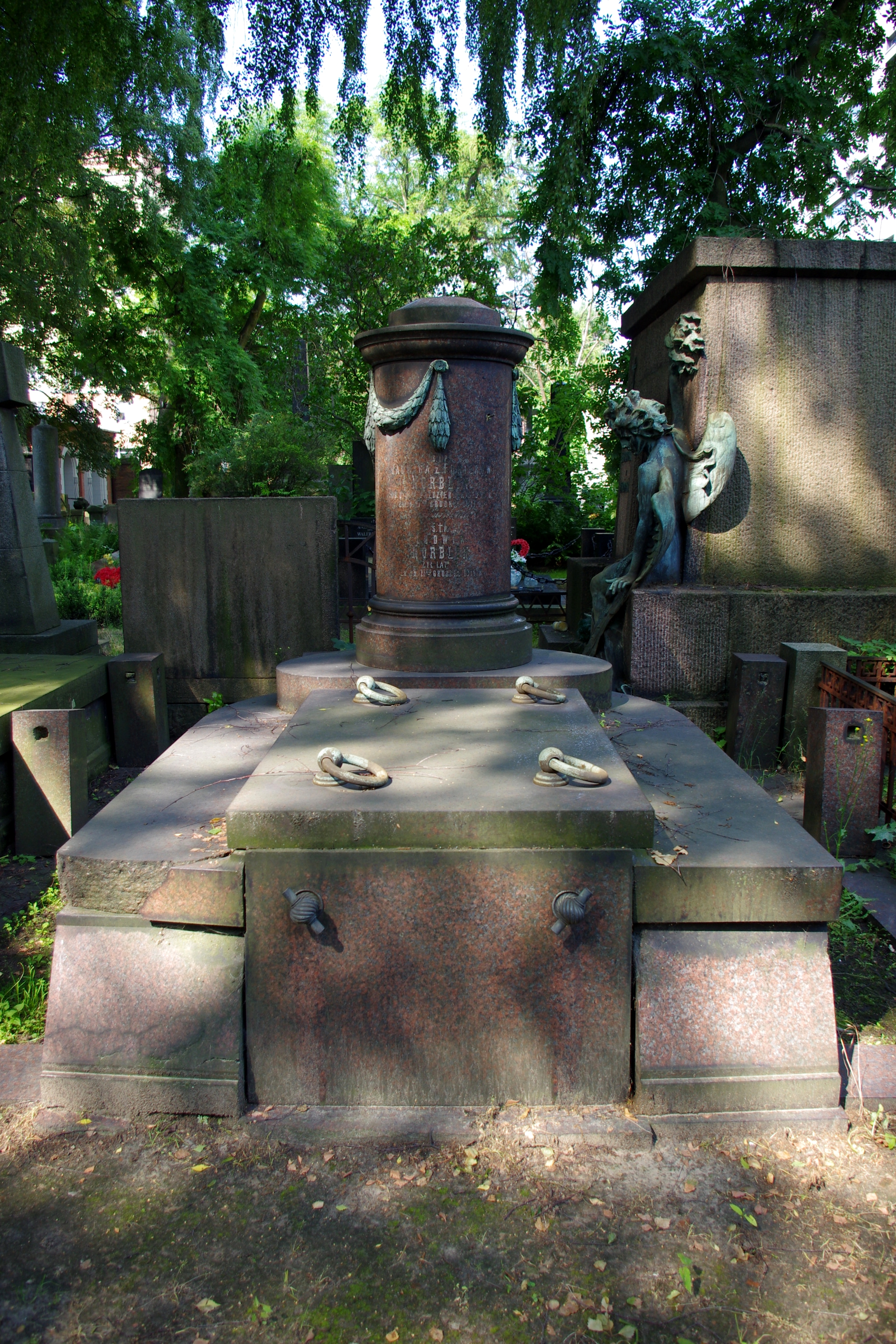
Grób platernika Ludwika Wincentego Norblina na cmentarzu ewangelicko-reformowanym przy ul. Żytniej w Warszawie

Znana jest działalność Ludwika Norblina na polu społecznym, przez wiele lat był członkiem z wyboru Kolegium Kościelnego Zboru Ewangelicko-Reformowanego w Warszawie, od 1886 jego prezesem, a także donatorem Kolegium.
Część swego majątku, oszacowanego na sumę ponad 1 mln rubli, zapisał testamentem m.in. instytucjom kościelnym, charytatywnym i społecznym: Kolegium Kościelne Zboru Ewangelicko-Reformowanego w Warszawie otrzymało 30 tys. rubli, Towarzystwo Doraźnej Pomocy Lekarskiej – 20 tys. rubli, Schronisko dla Nauczycielek Francuzek (założone przez jego stryjecznego brata Adama Norblina) – 20 tys. rubli, Szpital Dziecięcy w Warszawie – 10 tys. rubli, Towarzystwo Opieki nad Ubogimi Matkami i Dziećmi – 20 tys. rubli, Warszawskie Towarzystwo Dobroczynności – 20 tys. rubli, Towarzystwo Zachęty Sztuk Pięknych – 10 tys. rubli oraz 12 obrazów, pędzla m.in. Matejki, Siemiradzkiego, Kotsisa, Fałata i Brandta; na liście obdarowanych znalazł się nawet Naczelny Komitet Narodowy (NKN). Inne zapisy testamentu obejmowały przedstawicieli rodzin spokrewnionych i skoligaconych z Norblinami: Schuchów, Fukierów, Janickich, Vorbrodtów.
Zmarł podczas pobytu kuracyjnego w Johannisbadzie (Jańskie Łaźnie k. Hradec Kralove w południowych Sudetach). Pochowano go na cmentarzu ewangelicko-reformowanym w Warszawie, przy ul. Żytniej, w grobowcu Norblinów, istniejącym do dziś (kwatera B, rząd 6 nr 5).
Był dwukrotnie żonaty. Po raz pierwszy z luteranką, z Cecylią Eufrozyną Strohmeyer (1844–1864). Po jej rychłej śmierci ożenił się ponownie w 1866 z Jadwigą Ludwiką Fukier (1848–1911) – córką Teofila Fukiera (1816–1891), kupca warszawskiego, podobnie jak on, ewangeliczką reformowaną. Oba małżeństwa pozostały bezdzietne. Żony pochowane są również w tym samym grobie.